# Sydthy Provsti
| Sydthy Provsti                                        | Sydthy Provsti                |
| ----------------------------------------------------- | ----------------------------- |
| Staat                                                 | Dänemark                      |
| Region                                                | Nordjylland                   |
| Kommune                                               | Thisted                       |
| Bistum (Stift)                                        | Aalborg                       |
| Gemeinden (Pastorater)                                | 9                             |
| Kirchspielgemeinden (Sogne)                           | 23                            |
| Pröpstin (Provst)                                     | Line Skovgaard Pedersen       |
| Bevölkerung                                           | 13.191 (2021)                 |
| Mitglieder der Folkekirken                            | 11.491 (2021)                 |
| Anteil an der Gesamtbevölkerung:                      | ca. 87,1 %                    |
| Website                                               | https://www.sydthyprovsti.dk/ |
|                                                       |                               |
| Lage der Sydthy Provsti (rot) im Aalborg Stift (weiß) |                               |

Die Sydthy Provsti ist eine Propstei der ev. luth. Volkskirche Dänemarks (Folkekirken) im Südwesten des Bistums Aalborg (Aalborg Stift) in Norddänemark. Sie umfasst den Südteil der Thisted Kommune und, wie der Name Sydthy (dt. Südthy) schon sagt, den Süden der Landschaft Thy. Aufgeteilt ist die Propstei in 23 Kirchspiele und 9 Gemeinden mit insgesamt 25 Kirchen, Pröpstin ist Line Skovgaard Pedersen.

## Kirchspielgemeinden (Sogne)
Folgende 23 Kirchspielgemeinden bilden zusammen die Sydthy Provsti:
- Agger Sogn
- Bedsted-Grurup Sogn
- Boddum Sogn
- Harring Sogn
- Hassing Sogn
- Helligsø-Gettrup Sogn
- Heltborg Sogn
- Hurup Sogn
- Hvidbjerg Vesten Å Sogn
- Hørdum Sogn
- Hørsted Sogn
- Lodbjerg Sogn
- Nørhå Sogn
- Skyum Sogn
- Snedsted Sogn
- Stagstrup Sogn
- Stenbjerg Sogn
- Sønderhå Sogn
- Vestervig Sogn
- Villerslev Sogn
- Visby Sogn
- Ydby Sogn
- Ørum Sogn

## Gemeinden (Pastorater)
Die 23 Kirchspiele sind in folgende 9 Gemeinden aufgeteilt:
- Bedsted-Grurup Pastorat
- Boddum-Ydby-Heltborg Pastorat
- Harring-Stagstrup Pastorat
- Hurup-Gettrup-Helligsø Pastorat
- Hvidbjerg Vesten Å-Ørum-Lodbjerg Pastorat
- Nørhå-Sønderhå-Hørsted Pastorat
- Snedsted Pastorat
- Vestervig-Agger Pastorat
- Visby-Hassing-Villerslev-Hørdum-Skyum Pastorat